# Campeonato de Fútbol Playa de la CAF 2007
El Campeonato de Fútbol Playa de la CAF 2007 fue la segunda edición del torneo de fútbol playa a nivel de selecciones nacionales más importante de África organizado por la CAF y que contó con la participación de 8 selecciones del continente, dos selecciones más que en la edición anterior.
Nigeria venció en la final en Durban, Sudáfrica a Senegal para ganar el título por primera ocasión; y ambas selecciones clasificaron para la Copa Mundial de Fútbol Playa FIFA 2007, mientras que Camerún, campeón de la edición anterior, fue eliminado en la fase de grupos.

## Participantes
| - Camerún - Cabo Verde - Egipto - Costa de Marfil | - Mozambique - Nigeria - Senegal - Sudáfrica |

## Fase de grupos

### Grupo A
| Equipo          | Pts. | J | G | P | GF | GC | GD  |
| --------------- | ---- | - | - | - | -- | -- | --- |
| Costa de Marfil | 9    | 3 | 3 | 0 | 21 | 8  | +13 |
| Sudáfrica       | 6    | 3 | 2 | 1 | 18 | 15 | +3  |
| Cabo Verde      | 3    | 3 | 1 | 2 | 14 | 16 | -2  |
| Mozambique      | 0    | 3 | 0 | 3 | 8  | 21 | -13 |

| Equipo 1        | Resultado | Equipo 2        |
| --------------- | --------- | --------------- |
| Cabo Verde      | 6-5       | Mozambique      |
| Costa de Marfil | 9-4       | Sudáfrica       |
| Sudáfrica       | 7-1       | Mozambique      |
| Costa de Marfil | 4-2       | Cabo Verde      |
| Mozambique      | 2-8       | Costa de Marfil |
| Sudáfrica       | 7-5       | Cabo Verde      |

### Grupo B
| Equipo  | Pts. | J | G | P | GF | GC | GD  |
| ------- | ---- | - | - | - | -- | -- | --- |
| Nigeria | 9    | 3 | 3 | 0 | 24 | 13 | +11 |
| Senegal | 6    | 3 | 2 | 1 | 15 | 17 | -2  |
| Egipto  | 3    | 3 | 1 | 2 | 18 | 20 | -2  |
| Camerún | 0    | 3 | 0 | 3 | 9  | 16 | -7  |

| Equipo 1 | Resultado | Equipo 2 |
| -------- | --------- | -------- |
| Camerún  | 0-5       | Nigeria  |
| Senegal  | 5-4       | Egipto   |
| Nigeria  | 9-7       | Egipto   |
| Senegal  | 4-2       | Camerún  |
| Nigeria  | 10-6      | Senegal  |
| Egipto   | 7-6       | Camerún  |

## Fase final

### Semifinales
| Equipo 1 | Resultado | Equipo 2        |
| -------- | --------- | --------------- |
| Senegal  | 9-3       | Costa de Marfil |
| Nigeria  | 7-6       | Sudáfrica       |

### 5º y 6º Lugar
| Equipo 1 | Resultado | Equipo 2   |
| -------- | --------- | ---------- |
| Egipto   | 8-2       | Cabo Verde |

### Tercer lugar
| Equipo 1        | Resultado | Equipo 2  |
| --------------- | --------- | --------- |
| Costa de Marfil | 2-0       | Sudáfrica |

### Final
| Equipo 1 | Resultado | Equipo 2 |
| -------- | --------- | -------- |
| Senegal  | 5-6       | Nigeria  |

## Campeón
| Campeonato de Fútbol Playa de la CAF 2007 |
| ----------------------------------------- |
| Bandera de Nigeria                        |
| Nigeria 1º Título                         |

## Posiciones finales
| Pos. | Equipo          |
| ---- | --------------- |
| 1    | Nigeria         |
| 2    | Senegal         |
| 3    | Costa de Marfil |
| 4    | Sudáfrica       |
| 5    | Egipto          |
| 6    | Cabo Verde      |
| 7    | Camerún         |
| 8    | Mozambique      |